# Francis Robbins Upton
Francis Robbins Upton   (Peabody, 26 de juliol de 1852 - Orange, 10 de març de 1921) va ser un matemàtic i enginyer estatunidenc que va ser un dels principals enginyers de Thomas Alva Edison.

## Vida i Obra
Upton va estudiar a la Phillips Academy d'Andover (Massachusetts) i al Bowdoin College de Brunswick (Maine) en el qual es va graduar el 1875. Els dos anys següents va estar a la universitat de Princeton on va obtenir el 1877 el primer master en ciències atorgat per aquesta universitat. Finalment, va continuar estudis a la universitat de Berlín sota la direcció de Hermann von Helmholtz el curs 1877-78.
Quan Edison, qui tenia fàbriques a Europa, va demanar Helmholtz que li recomanés algú per treballar amb ell com assistent científic, Helmholtz no ho va dubtar i li va recomanar Upton. Edison, malgrat la molta desconfiança que tenia en els titulats universitaris, va contractar Upton per dirigir el laboratori de Menlo Park (Nova Jersey). Quan es va establir la Edison Lamp Work (fàbrica de bombetes) el 1880, Upton va passar a ser el seu director general, càrrec que va mantenir fins al 1894 en que va deixar la companyia.
Però quatre anys més tard, es tornava a associar amb Edison en la New Jersey & Pennsylvania Concentrating Works, una fàbrica que aprofitava les sorres sobreres de la mineria per a la fabricació de ciment. Es va retirar el 1911, però va mantenir la seva participació en l'empresa.
El febrer del 1918, quan es van reunir per primer cop els Edison Pioneers, Upton en va ser nomenat el president.
Upton va ser el creador de les taules de constricció per a posar en pràctica un invent. Recents investigacions, també l'acrediten com l'autèntic inventor dels sistemes d'enllumenament.